# Seis Naciones Femenino 2012
El Seis Naciones Femenino de 2012 fue la decimoséptima edición del principal torneo de rugby femenino europeo.

## Participantes
- Escocia
- Francia
- Gales
- Inglaterra
- Irlanda
- Italia

## Clasificación
| Pos. | País       | Partidos | Partidos | Partidos  | Partidos | Anotación | Anotación | Anotación  | Puntos |
| Pos. | País       | Jugados  | Ganados  | Empatados | Perdidos | A favor   | En contra | Diferencia | Puntos |
| ---- | ---------- | -------- | -------- | --------- | -------- | --------- | --------- | ---------- | ------ |
| 1    | Inglaterra | 5        | 5        | 0         | 0        | 161       | 12        | +149       | 10     |
| 2    | Francia    | 5        | 4        | 0         | 1        | 97        | 22        | +75        | 8      |
| 3    | Irlanda    | 5        | 3        | 0         | 2        | 109       | 51        | +68        | 6      |
| 4    | Gales      | 5        | 2        | 0         | 3        | 50        | 113       | -63        | 4      |
| 5    | Italia     | 5        | 1        | 0         | 4        | 55        | 157       | -102       | 2      |
| 6    | Escocia    | 5        | 0        | 0         | 5        | 12        | 149       | -137       | 0      |

## Resultados
| 5 de febrero | Francia | 32 - 0 | Italia |  |  |

| 5 de febrero | Escocia | 0 - 47 | Inglaterra |  |  |

| 11 de febrero | Francia | 8 - 7 | Irlanda |  |  |

| 12 de febrero | Italia | 3 - 43 | Inglaterra |  |  |

| 12 de febrero | Gales | 20 - 0 | Escocia |  |  |

| 24 de febrero | Irlanda | 40 - 10 | Italia |  |  |

| 24 de febrero | Inglaterra | 33 - 0 | Gales |  |  |

| 25 de febrero | Escocia | 0 - 23 | Francia |  |  |

| 3 de marzo | Irlanda | 36 - 0 | Gales |  |  |

| 9 de marzo | Irlanda | 20 - 0 | Escocia |  |  |

| 10 de marzo | Gales | 30 - 13 | Italia |  |  |

| 11 de marzo | Francia | 3 - 15 | Inglaterra |  |  |

| 17 de marzo | Inglaterra | 23 - 6 | Irlanda |  |  |

| 18 de marzo | Italia | 29 - 12 | Escocia |  |  |

| 18 de marzo | Gales | 0 - 31 | Francia |  |  |

| Bandera de Inglaterra |
| Campeón Inglaterra    |
| Décimo tercer título  |